# Le Pays du bonheur
Pour plus de détails, voir Fiche technique et Distribution.
Le Pays du bonheur (Onnen maa) est un film finlandais réalisé par Markku Pölönen, sorti en 1993.

## Synopsis
Dans les années 60, alors que le tango est à la mode en Finlande, Tenho retourne dans la ferme familiale.

## Fiche technique
- Titre : Le Pays du bonheur
- Titre original : Onnen maa
- Réalisation : Markku Pölönen
- Scénario : Markku Pölönen
- Musique : Reijo Taipale
- Photographie : Kari Sohlberg
- Montage : Jukka Nykänen
- Production : Kari Sara
- Société de production : Dada-Filmi Oy
- Pays :  Finlande
- Genre : Comédie dramatique
- Durée : 60 minutes
- Dates de sortie : 
  -  Finlande : 30 avril 1993

## Distribution
- Katariina Kaitue : Virva
- Pertti Koivula : Tenho Hirvola
- Anja Pohjola : la grand-mère
- Veikko Tiitinen : le grand-père
- Tuula Väänänen : Terttu Anneli Hirvola
- Taisto Reimaluoto : Aarne Tapio Hirvola

## Distinctions
Le film a remporté quatre Jussis : Meilleur film, Meilleur second rôle masculin pour Veikko Tiitinen, Meilleur scénario et Meilleur direction artistique.